# Gigantodax
Gigantodax là một chi ruồi đen phân bố dọc theo Andes từ México đến Tierra del Fuego ở Argentina.

## Các loài
- Nhóm loài Brophyi

- G. antarcticus (Bigot, 1888)
- G. awa Wygodzinsky & Coscarón, 1989
- G. brophyi (Edwards, 1931)
- G. chilensis (Philippi, 1865)
- G. femineus (Edwards, 1931)
- G. flabellus Wygodzinsky & Coscarón, 1989
- G. kuscheli Wygodzinsky, 1952
- G. laevigatus Wygodzinsky & Coscarón, 1989
- G. luispenai Wygodzinsky & Coscarón, 1989
- G. marginalis (Edwards, 1931)
- G. multituberculatus Wygodzinsky & Coscarón, 1989
- G. ortizi Wygodzinsky, 1974
- G. osornorum Muñoz de Hoyos, Martínez, Mejía & Bueno, 1995
- G. paramorum Wygodzinsky & Coscarón, 1989
- G. patihuaycensis Wygodzinsky & Coscarón, 1989
- G. rufidulus Wygodzinsky & Coscarón, 1989
- G. trifidus Wygodzinsky & Coscarón, 1989
- G. viannamartinsi Ramírez-Pérez, 1980
- G. zumbahuae Wygodzinsky & Coscarón, 1989

- Nhóm loài Cilicinus

- G. arrarteorum Wygodzinsky & Coscarón, 1989
- G. basinflatus Wygodzinsky & Coscarón, 1989
- G. cilicinus Wygodzinsky & Coscarón, 1989
- G. clandestinus Wygodzinsky & Coscarón, 1989
- G. destitutus Wygodzinsky & Coscarón, 1989
- G. fulvescens (Blanchard, 1852)
- G. incomitatus Wygodzinsky & Coscarón, 1989
- G. lazoi Takaoka, Hirai & Tada, 1988
- G. mariobordai Wygodzinsky & Coscarón, 1989
- G. pennipunctus Enderlein, 1934
- G. shannoni (Edwards, 1931)

- Nhóm loài Cormonsi

- G. abalosi Wygodzinsky, 1958
- G. brevis Wygodzinsky & Coscarón, 1989
- G. cormonsi Wygodzinsky & Coscarón, 1989
- G. gracilis Wygodzinsky & Coscarón, 1989
- G. leonorum Wygodzinsky & Coscarón, 1989
- G. misitu Wygodzinsky & Coscarón, 1989
- G. praealtus Wygodzinsky & Coscarón, 1989
- G. siberianus Wygodzinsky & Coscarón, 1989
- G. vulcanius Wygodzinsky & Coscarón, 1989
- G. wygodzinskyi Moncada, Muñoz de Hoyos & Bueno, 1981

- Nhóm loài Igniculus

- G. carmenae Wygodzinsky & Coscarón, 1989
- G. igniculus Coscarón & Wygodzinsky, 1962

- Nhóm loài Minor

- G. araucanius (Edwards, 1931)
- G. bolivianus Enderlein, 1925
- G. eremicus Wygodzinsky & Coscarón, 1989
- G. minor Wygodzinsky & Coscarón, 1989

- Nhóm loài Multifilis

- G. multifilis Wygodzinsky & Coscarón, 1989

- Nhóm loài Wrighti

- G. adleri Moulton, 1996
- G. aquamarensis (De León, 1945)
- G. bettyae Wygodzinsky, 1974
- G. bierigi Vargas & Ramírez-Pérez, 1989
- G. cervicornis Wygodzinsky, 1974
- G. conviti Ramírez-Pérez, 1980
- G. corniculatus Wygodzinsky, 1974
- G. cypellus Wygodzinsky & Coscarón, 1989
- G. dryadicaudicis Wygodzinsky & Coscarón, 1989
- G. herreri Wygodzinsky & Coscarón, 1989
- G. horcotiani Wygodzinsky, 1949
- G. impossibilis Wygodzinsky, 1974
- G. incapucara Wygodzinsky & Coscarón, 1989
- G. nasutus Wygodzinsky & Coscarón, 1989
- G. rufescens (Edwards, 1931)
- G. septenarius Wygodzinsky & Coscarón, 1989
- G. willei Vargas & Ramírez-Pérez, 1989
- G. wrighti (Vargas, Martínez Palacios & Díaz Nájera, 1944)

- Chưa xếp

- G. cuyano Coscarón, 1981
- G. dryadibranchium Coscarón, 1981
- G. pucara Coscarón, 1981